# Arquidiocese de Parakou
A Arquidiocese de Parakou (Archidiœcesis Parakuensis) é uma circunscrição eclesiástica da Igreja Católica situada em Parakou, Benim. Seu atual arcebispo é Pascal N’Koué. Sua Sé é a Catedral de Santos Pedro e Paulo de Parakou.
Possui 26 paróquias servidas por 73 padres, abrangendo uma população de 447 208 habitantes, com 22,6% da dessa população jurisdicionada batizada (101 020 católicos).

## História
A prefeitura apostólica de Parakou foi erigida em 13 de maio de 1948 com a bula Evangelizationis operi do Papa Pio XII, recebendo o território da prefeitura apostólica de Niamey (atual Arquidiocese de Niamey).
Em 10 de fevereiro de 1964 cedeu uma parte do seu território em vantagem da ereção da Diocese de Natitingou, ao mesmo tempo em que é elevada a diocese com a bula Africa terra do Papa Paulo VI.
Em 4 de fevereiro de 1993 recebeu a visita apostólica do Papa João Paulo II.
Em 19 de dezembro de 1994 cedeu uma outra parte de território para a ereção da Diocese de Kandi.
Em 16 de outubro de 1997 a diocese foi elevada a categoria de arquidiocese metropolitana com a bula Successoris Petri do Papa João Paulo II.
Cedeu outra parte do seu território em 22 de dezembro de 1999 a favor da ereção da Diocese de N'Dali.

## Prelados
| #                        | Nome                                      | Período    | Notas                        |
| Arcebispos               | Arcebispos                                | Arcebispos | Arcebispos                   |
| ------------------------ | ----------------------------------------- | ---------- | ---------------------------- |
| 3º                       | Pascal N’Koué                             | 2011-      | Atual                        |
| 2º                       | Fidèle Agbatchi                           | 2000-2010  |                              |
| 1º                       | Nestor Assogba †                          | 1997-1999  | Nomeado Arcebispo de Cotonou |
| Bispos                   |                                           |            |                              |
| 4º                       | Nestor Assogba †                          | 1976-1997  |                              |
| 3º                       | André van den Bronk, S.M.A. †             | 1962-1975  |                              |
| 2º                       | Robert Chopard-Lallier, S.M.A. †          | 1957-1962  |                              |
| 1º                       | François Faroud, S.M.A. †                 | 1948-1956  |                              |
| Administrador apostólico |                                           |            |                              |
|                          | Patient Honoré Pierre Yvon Redois, S.M.A. | 1975-1976  | Bispo de Natitingou          |